# Elfeledett szerelem
Az Elfeledett szerelem' (eredeti címe Siempre tuya Acapulco azaz Örökké tiéd, Acapulco) 2014-ben készült mexikói televíziós sorozat.
Cselekmény:
Olvidó Pérez egy fiatal lány,aki szerény körülmények között él Eufrásia nénikéjével és Pancho bácsikájával.A milliomos építész Diegó Rivas éppen esküvőjére készülődik Iránnal,de közbe jön neki egy üzleti út a fővárosba. Diegó repülője le zuhan és pont Taxcoban,ahol Olvidó is lakik családjával. A férfit a lány megtalálja,de Diegó elveszíti az emlékezetét és megvakul. A lány haza viszi a családjához, ám de Eufrásia nénikéje egyáltalán nem örül ennek. Kis idő múlva egymásba szeret a két fiatal,de Diegónak még mindig "nincs múltja". Olvidó elhatározza,hogy megműteti Diegó szemét, hogy újra lásson,de amikor a műtét befejeződik kigyullad a kórház és a férfi hirtelen vissza nyeri az emlékezetét és elmenekül...
Később Olvidó utána megy,de mivel Diegó sose látta a lány arcát nem ismeri meg mikor újra találkoznak...

## Szereposztás
| Színész(nő)            | Szerepnév                      | Magyar Hang       |
| ---------------------- | ------------------------------ | ----------------- |
| Gabriela Spanic        | Fernanda Montenegro            | Orosz Anna        |
| Melissa Barrera        | Olvido Pérez                   | Csifó Dorina      |
| Daniel Elbittar        | Diego "David" Rivas Santander  | Szabó Máté        |
| Rafael Sánchez Navarro | Armando Balmaceda Domínguez    | Sörös Sándor      |
| Cecilia Ponce          | Irán Hernández Molina          | Solecki Janka     |
| Aura Cristina Geithner | Angustias Molina de Hernández  | Farkasinszky Edit |
| Gabriela Roel          | Eufrasia Pérez                 | Rátonyi Hajni     |
| Wendy de los Cobos     | Raquela Romero de Balmaceda    |                   |
| Alberto Guerra         | David Balmaceda Bustamante     | Seder Gábor       |
| Héctor Soberón         | Ulises Santander               | Megyeri János     |
| Leticia Huijara        | Esperanza Santander            |                   |
| Amaranta Ruiz          | Rufina                         |                   |
| Gina Morett            | Licha                          |                   |
| Erick Chapa            | Rodrigo Rivas Santander        | Pál Tamás         |
| Francisco Angelini     | Pancho                         |                   |
| Esmeralda Ugalde       | Vanessa Hernández Molina       | Wégner Judit      |
| Carlos Millet          | Lucho                          |                   |
| Alejandra Ley          | Citlalli Chimalpopca Hernández |                   |
| Gerardo González       | Bernardo                       |                   |
| Yanilen Díaz           | Martha "Martita" Pérez         |                   |
| Estrella Veloz         | Rosario "Chayo" Cárdenas       |                   |
| Raúl Sandoval          | Tacho Cárdenas                 |                   |
| Luciano Zacharski      | Jesús "Chuy" Pérez             | Czető Roland      |
| Ramiro Tomasini        | Nelson Hernández               | Renácz Zoltán     |
| Gregory Kauffmann      | Gabriel                        |                   |
| Marliese Edelmann      | Roxana de Balmaceda Iriarte    |                   |
| Jorge Galvan           | Padre Filemon                  |                   |
| Carlos Alfonso Bravo   | Amador                         |                   |
| Mayte Gil              | Gisela                         |                   |
| Rodrigo Cachero        | Dr. Villanueva                 |                   |
| José González Marquez  | Don Juventino Pérez            |                   |
| Ana La Salvia          | Verónica Canciano              |                   |
| Bernie Paz             | Stefano Canciano               |                   |
| Regina Torné           | Soraya Patiño                  |                   |
| Mariana Castillo       | Silvia Hernandez Molina        |                   |